# 미겔 앙헬 나달
미겔 앙헬 나달 오마르(스페인어: Miguel Ángel Nadal Homar)는 은퇴한 스페인의 축구 선수이다. 주 포지션은 수비수와 미드필더이다.
1980년 CD 마나코르 유소년 팀에 들어갔다. 1986년 RCD 마요르카에 입단했고, 1987년 4월 19일 FC 바르셀로나를 상대로 프리메라리가 데뷔전을 가졌다. 1991년 FC 바르셀로나로 이적했고, 그곳에서 리그 우승 5번, 코파 델 레이 우승 2번과 유러피언컵 1991-92 우승을 차지하였다. 그러나 1999년 루이스 판 할 감독과 불화가 생겨 2경기만 출장하였고, RCD 마요르카로 다시 돌아갔다. 그곳에서 2005년까지 뛴 후 은퇴했다.
그는 스페인 축구 국가대표팀의 일원으로서 활약했는데, 62경기에 나와 3골을 넣었다.
스페인의 유명한 테니스 선수 라파엘 나달의 삼촌이다.

## 수상 경력
바르셀로나
- 라 리가: 1991-92, 1992-93, 1993-94, 1997-98, 1998-99
- UEFA 챔피언스리그: 1991-92
- UEFA 컵위너스컵: 1996-97
- UEFA 슈퍼컵: 1992, 1997
- 수페르코파 데 에스파냐: 1991, 1992, 1994
- 코파 델 레이: 1996-97, 1997-98

마요르카
- 코파 델 레이: 2002-03